# Oliver O'Grady
Oliver O'Grady (né le 5 juin 1945) est un ancien prêtre catholique irlandais qui, à partir de 1973, a violé, harcelé et abusé de nombreux enfants en Californie. Il a écrit une lettre de confession à des parents en 1976 et une copie en a été donnée à l'époque à l'évêque de Stockton en Californie.

## Biographie
Né à Limerick en Irlande, O'Grady fut ordonné dans la prêtrise à Thurles dans le comté de Tipperary durant les années 1960. Il immigra aux États-Unis en 1971. Il assura le service dans l'église catholique de Saint-Anne à Lodi  en Californie de 1971 à 1978. Puis il servit dans l'église de la Présentation à Stockton, dans l'église du Sacré-Cœur de Turlock, dans la paroisse de Saint-André de San Andreas  et l'église Saint-Antoine d'Hughson .

### Justice
En 1993, il fut accusé de quatre chefs d'inculpation concernant des mineurs, les frères John et James Howard, et fut condamné à quatorze ans d'emprisonnement. L'avocat général Jeff Anderson dit que les frères Howard furent régulièrement molestés entre 1978 et 1991, de l'âge de trois ans à treize ans. Anderson a soutenu que les autorités de l'Église savaient qu'O'Grady avait abusé d'enfants dès 1976 et 1984, mais n'avaient rien fait pour l'empêcher de commettre d'autres abus sur d'autres enfants. En 1998, un jury civil condamna le diocèse catholique de Stockton à payer 30 millions de dollars de dommages et intérêts aux deux frères. Un juge a par la suite réduit cette peine à 7 millions de dollars. O'Grady fut mis en liberté conditionnelle en 2000 après avoir exécuté sept ans sur les quatorze de sa peine, et s'installa en Irlande après avoir été expulsé des États-Unis.

## Documentaire
Dans une déposition sous serment filmée de 2005, O'Grady révéla qu'il avait abusé de pas moins de 25 enfants en Californie et dans les environs. Cependant, dans le film Délivrez-nous du mal il admet qu'il a dû mentalement occulter quelques-uns de ses crimes. Récemment, il y a eu des poursuites judiciaires accusant O'Grady d'abus sur enfants alors même qu'il était séminariste en Irlande.
O'Grady est le sujet du film documentaire, Délivrez-nous du mal, nommé aux Oscars en 2006. Dans ce film, O'Grady précise qu'il veut se « promettre à [lui]-même que ce sera là la confession la plus honnête de [sa] vie ». Il y décrit alors ses pulsions pédophiles et détaille la façon dont il traquait les enfants. Il affirme aussi que les autorités ecclésiastiques avaient connaissance de ses abus mais le protégèrent en le mutant de paroisse en paroisse,. Questionné sur le fait que son évêque savait qu'il abusait d'enfants en 1976 et même avant, O'Grady confirma que ceci était vrai, et que malgré cela on le nomma pasteur d'une autre paroisse.